# Ендла (заповідник)
Е́ндла (ест. Endla looduskaitseala) — природний заповідник, розташований у Центральній Естонії. Заснований 11 липня 1981 року останнім серед існуючих заповідників країни. Площа охоронюваної території становить 10 161,1 га. У 1997 році заповідник Ендла включений до списку територій Рамсарської конвенції, а в 2004 — до європейської мережі природоохоронних зон Natura 2000. Керівництво природоохоронною установою здійснює Департамент навколишнього середовища.
Заповідник Ендла створений задля комплексної охорони екосистем типових для Центральної та Східної Естонії верхових боліт, а також мінеральних джерел карстового походження. Вода джерел вирізняється різноманітним поліхімічним складом, тому вони становлять особливий інтерес для гідрологів. На теренах заповідника Ендла описано мохів 165 видів, вищих рослин — 450, ссавців — 42, птахів — 180, плазунів — 4, земноводних — 3, риб — 13 видів. Серед рослин і птахів багато рідкісних. Назва заповідника походить від кількох однакових за вимовою місцевих топонімів, якими називають озеро, болото і село.

## Історія
Вперше науковий інтерес до сучасної заповідної території дослідники виявили у XIX столітті. Тоді терени болотного масиву оглянули ботаніки К. Бер, Г. Гіргенсон, А. Бруттан, О. Бунге. Складені ними далеко неповні флористичні списки вже містили близько 200 найменувань рослин. У 1910 році члени Балтійського болотного клубу за підтримки Естляндського, Курляндського й Лівонського лицарства заснували поблизу хутора Тоома болотну дослідну станцію, яка мала визначити економічний потенціал місцевих боліт. На станції проводили метеорологічні та гідрологічні спостереження за навколишніми болотами низинного й верхового типу, а також мінеральними джерелами, що їх живили. Багаторічні дослідження дозволили накопичити багато цінної інформації, що вказувала, по-перше, на велике значення місцевих водойм у підтримці водного балансу та біологічного різноманіття довкілля, по-друге, на природну унікальність досліджуваних карстових джерел.
Це дало підставу розглядати болотний комплекс Ендла як вельми своєрідну і важливу в природоохоронному значенні територію. Режим обмеженого природокористування на ній було встановлено у 1980 році. Наступного року на цих теренах заснували болотний заказник Ендла-Оостріку площею 8 162 га. Однак і такий режим охорони виявився недостатнім, тому 11 вересня 1985 року природоохоронний статус болота Ендла підвищили, і перетворили заказник на природний заповідник. Попри незначну площу заповідник успішно виконував природоохоронні функції, що дозволило у 1997 році включити його до списку територій Рамсарської конвенції. Важливість болотного масиву Ендла підтвердило і включення його до європейської мережі природоохоронних зон Natura 2000, яке відбулось у 2004 році. Одночасно терени заповідника було трохи розширено, так що його сучасна площа складає 10 161,1 га, з яких 9 748,3 га припадає на суходіл, а 412,8  займають водойми.
Керівництво заповідником здійснює Департамент навколишнього середовища.

## Клімат

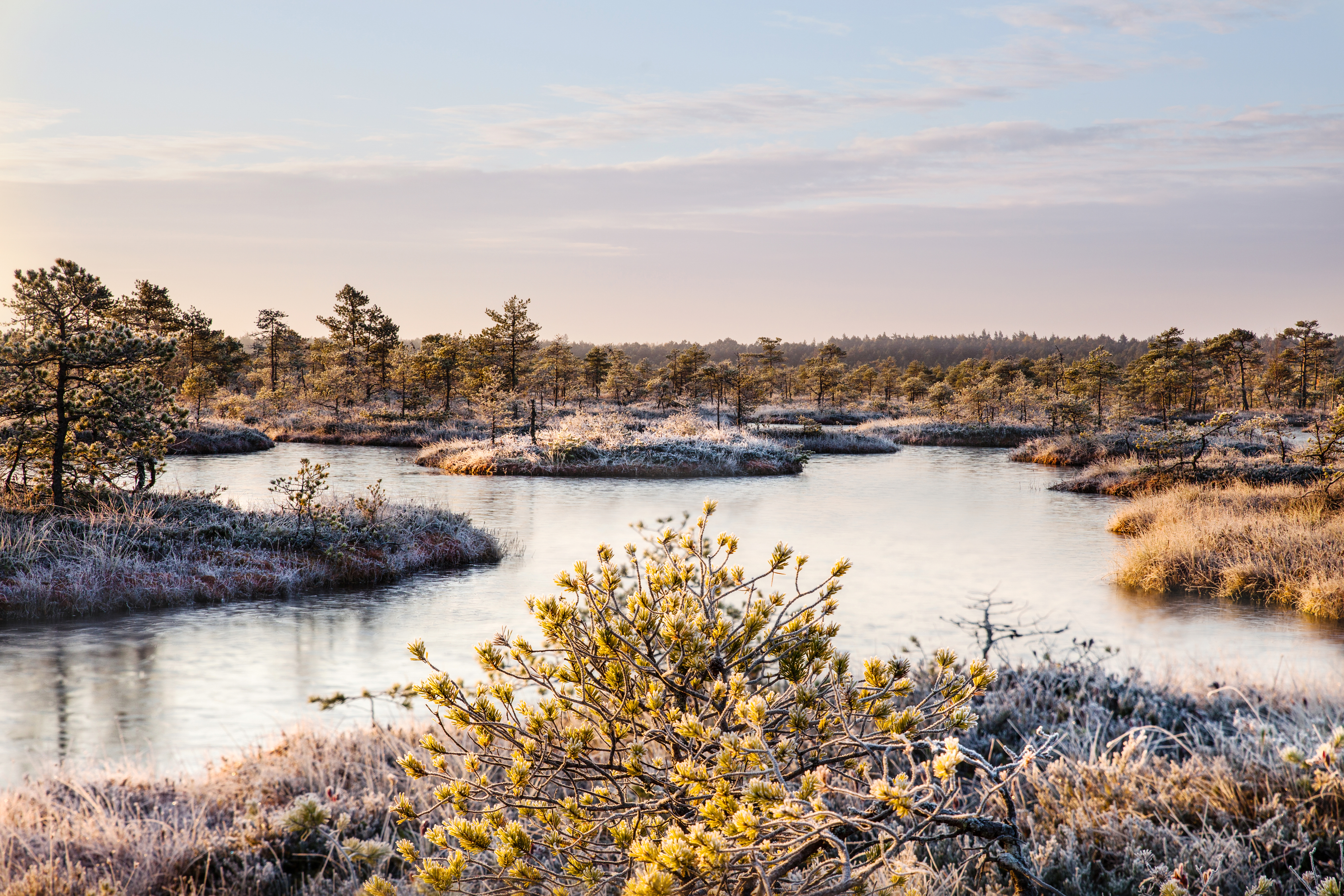
Жовтнева паморозь на заповідному болоті.

Природний заповідник Ендла розташований на межі кліматичних областей Естонії — у місці, де морський клімат змінює помірно континентальний. Його теренам притаманна довга м'яка зима із нестійкою погодою і коротке прохолодне літо. Середньорічна температура в околицях болотного масиву складає 4,2 °C. Найхолодніший місяць у цій місцині — лютий із середньою температурою −7,1 °C, середня температура найтеплішого місяця липня складає 16,5 °C. У середньому 220—225 днів на рік бувають із температурою вище 0 °C, а безморозний період із температурами вищими за 5 °C триває 115—120 днів.
Річна кількість опадів в середньому становить 650 мм, з яких близько 270—300 мм випадають у період активної вегетації із температурами вищими за 10 °C. Стійкий сніговий покрив тримається в середньому 105—110 днів, а танення снігу триває близько 19—23 днів. Висота снігового покриву вища, ніж на заході Естонії: на відкритих місцях вона сягає 25—35 см, а на захищених від вітру ділянках становить 35—50 см.

## Географія та гідрологія

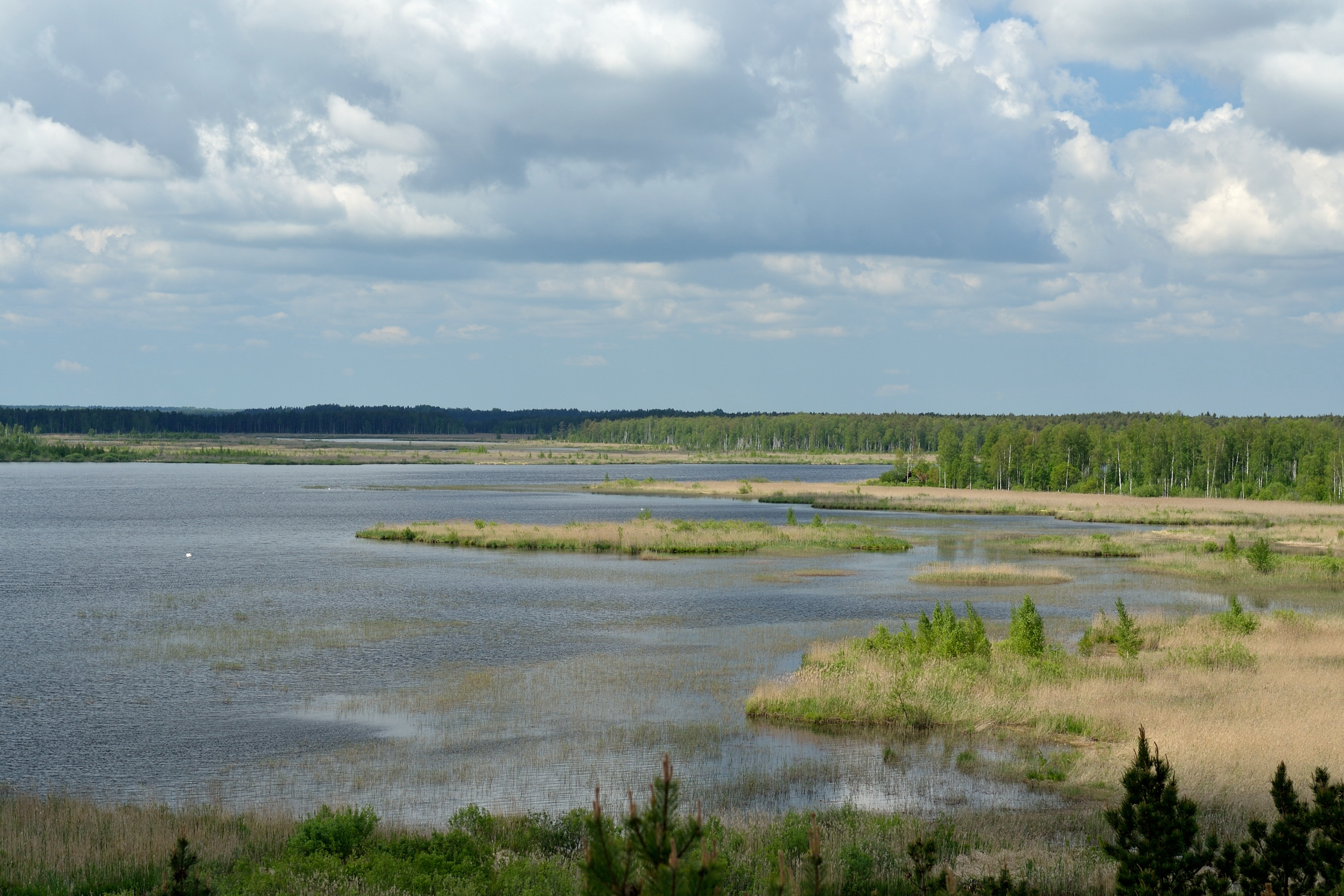
Краєвид озера Ендла.

Природний заповідник Ендла знаходиться у Центральній Естонії. Його терени адміністративно належать одночасно трьом повітам: Ярвамаа, Ляене-Вірумаа та Йигевамаа. Адміністрація природоохоронної установи розташована у селі Тоома.
Географічно заповідник Ендла розташований у пласкій западині, що знаходиться на південно-західному схилі височини Пандівере. Його територія лежить на висоті 70—80 м над рівнем моря. Уся поверхня западини перезволожена і являє собою єдиний болотний масив, який часто називають болотом Ендла у широкому сенсі слова. Площа масиву складає 245 км².
В свою чергу, цей масив розділений на ділянки із проточними і стоячими водоймами. Ділянки з проточними водоймами включають в себе мінеральні підземні джерела, струмки і невеликі річки, що беруть від них початок. Мережа цих водотоків розділяє болотний масив на сім частин зі стоячими водами. Кожна така частина являє собою окреме болото, поверхня якого помережана лише замкнутими непроточними озерцями. Найбільшими з семи боліт є болота Оостріку та Ендла (у вузькому розумінні цього слова), розташовані на заході, в центрі та на півдні охоронюваної території. З півночі та сходу до них прилягають менші за розміром болота Руммаліка, Канаматсі, Ліннусааре, Мяннік'ярве, Каазік'ярве. З усіх боліт лише Оостріку й Руммаліка є типово низинними, подекуди вкритими заболоченими лісами, інші являють собою типові верхові болота, вкриті сосновим рідколіссям, або безлісі.

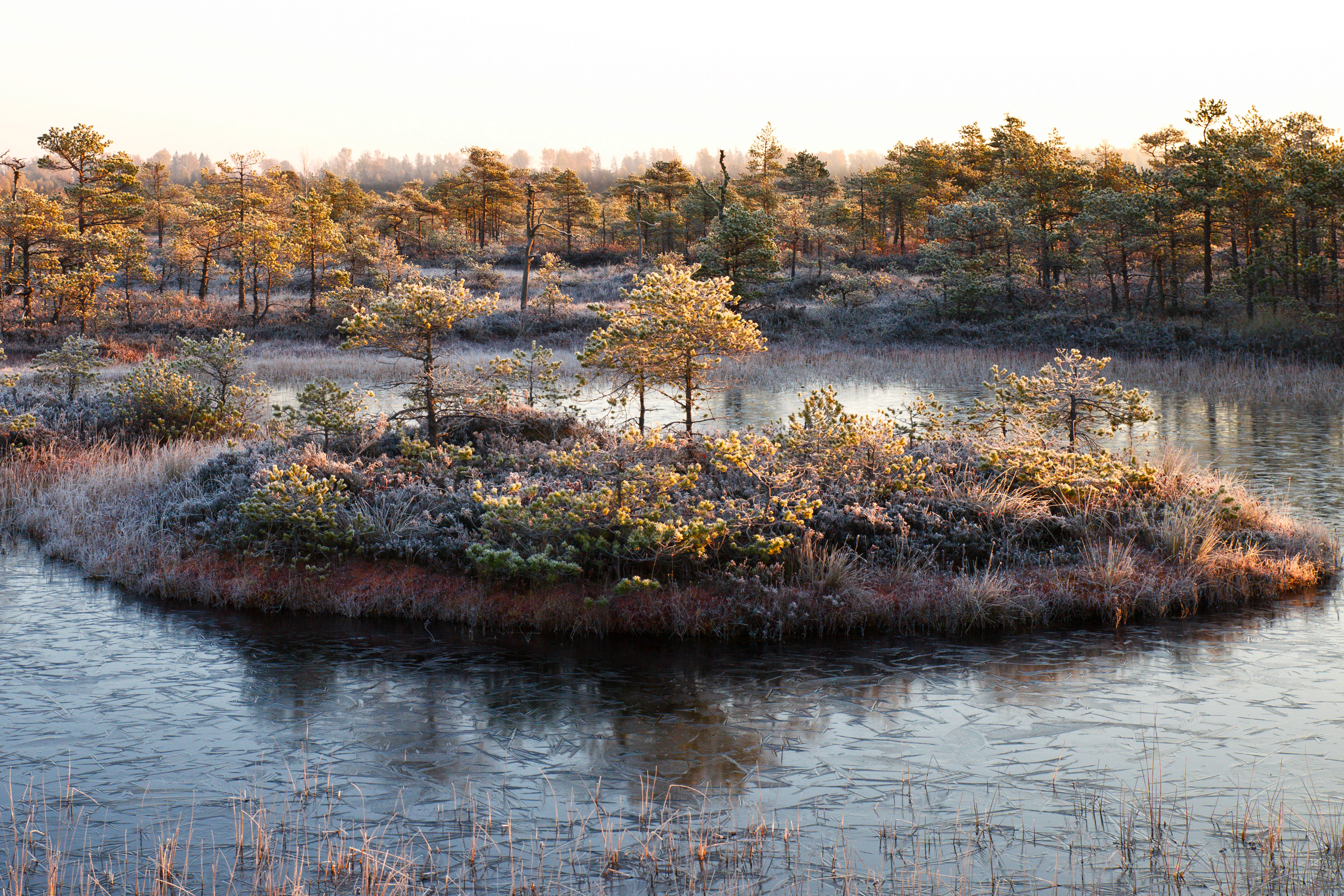
Типовий острів на болотяному озері.

Водойми заповідника — озера, річки, джерела — вельми різноманітні та цікаві. З усіх озер заповідника найбільшим за площею є озера Ендла, чиє водне дзеркало займає близько 300 га. Ще 90 га його площі припадають на прибережні трясовини, а 5 га зайняті островами. З різних боків його оточують три болота: з півночі — Ліннусааре, із заходу і південного заходу — болото Ендла, зі сходу й південного сходу — болото Каазік'ярве. Озеро Ендла за своїм походженням реліктове, тобто є ні чим іншим як залишком давньої водойми, що утворилася при таненні льодовика. Крім нього в заповіднику є ще кілька первинних озер, однак вони значно менші за розмірами. Вторинні озера утворились у сучасну геологічну добу у западинах на поверхні верхового болота. Ці водойми легко відрізнити від первинних: вони дрібні, доволі мілкі, численні та розташовані у вигляді концентричних кілець навколо центру кожного з п'яти верхових боліт. Особливо багато вторинних озер на болотах Маннік'ярве і Ліннусааре. Часто такі озерця з'єднуються між собою вузькими протоками, утворюючи лабіринти зі звивистою береговою лінією. Вода більшості вторинних озер бідна на мінеральні речовини, оскільки такі водойми отримують вологу з поверхневих шарів торфу. За гідрохімічним складом з цього шерегу виділяється озеро Ендла. Його води одночасно містять велику кількість органічних речовин, які потрапляють в озеро з верхового болота, та мінеральних елементів, джерелом яких є відклади озерної крейди. Якщо вода більшості болотяних озер прозора й синя, то вода озера Ендла має коричнево-жовтий колір та слаболужну реакцію.
Окрім поверхневих стоків озеро Ендла живиться водами річки Мустийигі, що бере свій початок на сході заповідника. Колись ця водна артерія виходила з озера Туліярв, яке наприкінці XX століття через природну евтрофікацію практично повністю заросло болотяними травами. В свою чергу, з озера Ендла витікає річка Нава, що з'єднує його з річкою Пилтсамаа. Остання перетинає центральну частину заповідника своїми верхів'ями. Окрім вод Нави річка Пилтсамаа вбирає в себе води річки Прееді, яка в межах охоронюваної території представлена лише своєю нижньою течією. Ще близько 20 % стоку Пилтсамаа забезпечують річки Гаава, Виллінгу, Оостріку, які беруть початок з підземних джерел, що являють собою окремий гідрологічний комплекс.
| |  |  |  |
| Річки заповідника (зліва направо): 1) Пилтсамаа; 2) Виллінгу; 3) Оостріку взимку; 4) Оостріку влітку. |  |  |  |

Джерела заповідника Ендла зосереджені на заході охоронюваної території поблизу сіл Норра й Оостріку. Всі вони мають карстове походження і дають початок великим струмкам (маленьким річкам) Норра, Оостріку, Вільбасте, Метсанурга, Виллінгу, Гаава, Сопа. За своєю потужністю місцеві джерела одні з найвизначніших в Естонії, наприклад, дебіт Виллінгу становить 220 л/с, Оостріку — 455 л/с. Джерело Сопа є найглибшим в Естонії: його витік знаходиться на глибині 4,8 м. Окрім значних розмірів джерела заповідника Ендла вирізняються різноманіттям гідрологічного режиму, геологічного живлення й обумовленого ними гідрохімічного складу. Так, у водах Оостріку знайдено підвищений вміст свинцю та цинку, у водах відносно невеликого струмка Кілтре (Вярві) окрім підвищеної концентрації цих хімічних елементів також багато молібдену та міді. Гідрохімія місцевих джерел цікава не тільки з точки зору геології, але безпосередньо впливає і на екосистеми також. Зокрема, у листі беріз обабіч мінеральних струмків міститься у 2—4 рази більше міді та в 11—20 разів більше свинцю, ніж у листі дерев з інших місцевостей заповідника.
| |  |  |  |  |
| Джерела заповідника (зліва направо): 1) Оостріку; 2) Сопа; 3) Вільбасте; 4) Метсанурга; 5) Пурскав. |  |  |  |  |

## Геологія та ґрунти
Геологічним підґрунтям на території природного заповідника Ендла є породи сілурійського періоду та райкюласького горизонту — вапняки і доломіти. Зверху вони перекриті четвертинними льдовиковими відкладами мінливої потужності (на окремих ділянках завтовшки до 25 м). Цей матеріал заповнює чашу давньої западини, при чому її дно вкрите льодовиковими або озерно-льодовиковими глинами, а на півночі охоронюваної території — основною мореною, складеною переважно бурувато-жовтими суглинками з домішкою карбонатного щебеню й глин. Ці геологічні шари слугують ложем великому болотному масиву Ендла. З дна тієї давньої западини подекуди підіймаються мінеральні острови, створюючи слабохвилястий рельєф. При цьому абсолютні висоти у заповіднику Ендла коливаються між позначками в 75 і 112 м над рівнем моря, а відносна висота мінеральних гряд і пагорбів не перевищує 10 м. На півдні та південному сході охоронюваної території ландшафт набуває виразно друмлінних рис.

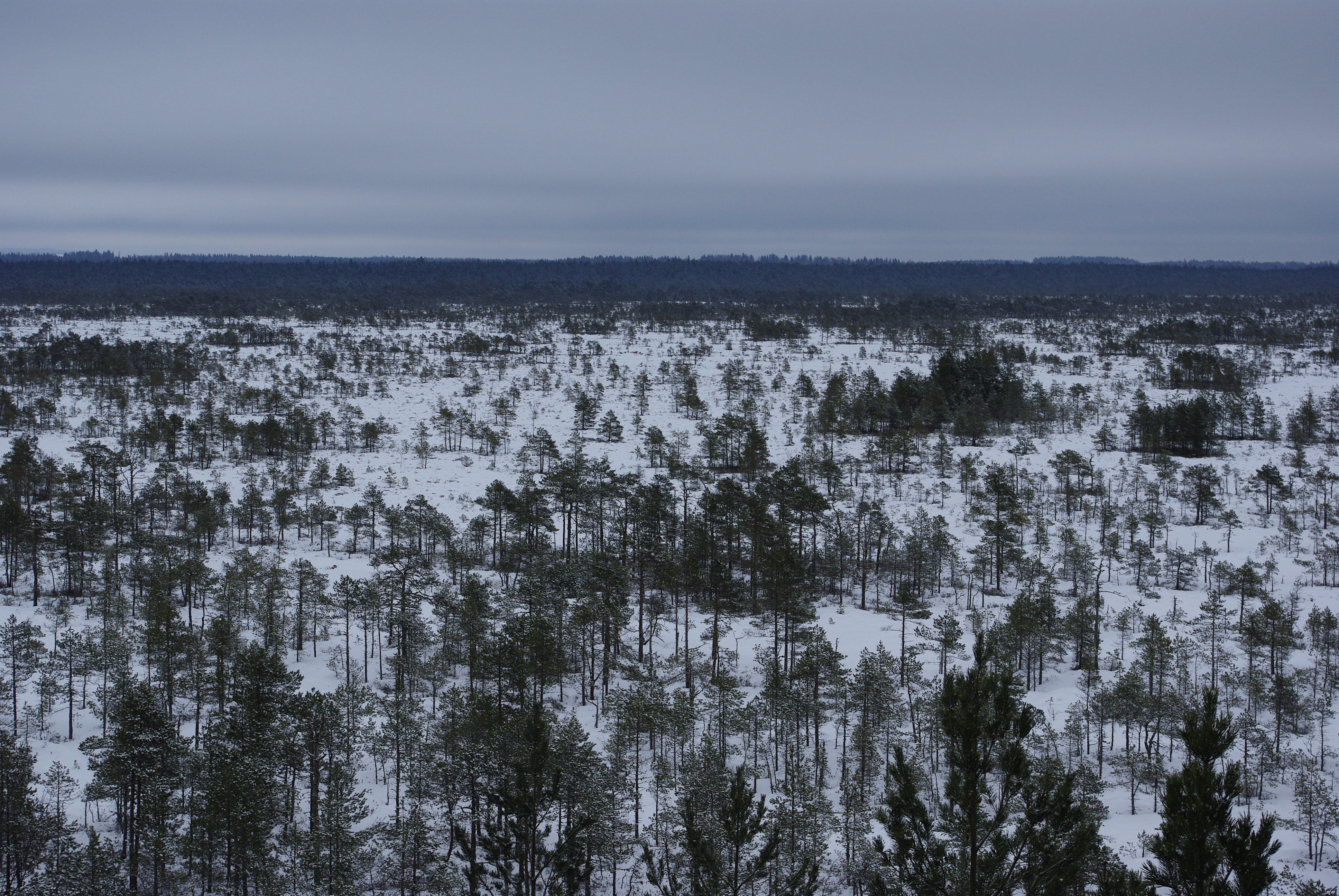
Вигляд болота Каазік'ярве з висоти пташиного лету взимку.

У голоцені на місці льодовикової западини утворилась одна велика і кілька дрібних водойм. З часом дрібні водойми заросли болотяною рослинністю, остаточно перетворившись на верхове болото, а велика водойма розпалась на кілька сучасних первинних озер. Про їхнє геологічне минуле наразі свідчать потужні донні відклади сапропелю завтовшки до 5 м, зверху перекриті пізнішими нашаруваннями торфу потужністю від 2 до 4 м. На мінеральному дні болота також знайдений сапропель, але тут його шар тонший (до 2,5 м). Зверху сапропелевий горизонт перекритий відкладами торфу, чия потужність залежить від типу болота. Найтовщі шари торфу знайдені на верхових болотах східної частини заповідника, зокрема, на болоті Маннік'ярве вони сягають 7,3 м. Натомість, перехідні та низинні болота на заході охоронюваної зони мають значно менші торфові відклади. Середня товщина торфового шару на болотах заповідника Ендла становить 3 м.
Загалом ґрунтовий покрив заповідника Ендла мозаїчний — склад торфу залежить від етапів природної історії тієї чи іншої місцевості. Так, у західній частині охоронюваної зони на перехідних і низинних болотах переважає осоковий торф. Тут також багато ділянок зі змішаним торфом: деревно-осоковим, очеретяно-осоковим, пухівково-осоковим, осоково-гіпновим чи деревно-очеретяним. На верхових болотах сходу заповідника переважає фускум-торф з вкрапленнями пухівково-сфагнового й комплексного сфагнового торфів. Незначні за площею ділянки перехідних боліт поєднують у собі риси ґрунтового покриву низинних і верхових боліт.

## Флора
На теренах заповідника Ендла описано 165 видів мохів та 450 видів вищих рослин; гриби мало досліджені. Слід зауважити, що хоча його територія знаходиться в зоні мішаних лісів, однак незначна площа, зайнята лісовими біоценозами, не дозволяє заповіднику представляти цей тип рослинності. Отже більшість знайдених тут представників флори належить до інтразональних видів. З рідкісних рослин особливої уваги заслуговують орхідеї, занесені до Червоної книги Естонії: зозулині черевички справжні, зозулинець чоловічий, неотінея обпалена та блищак болотяний.

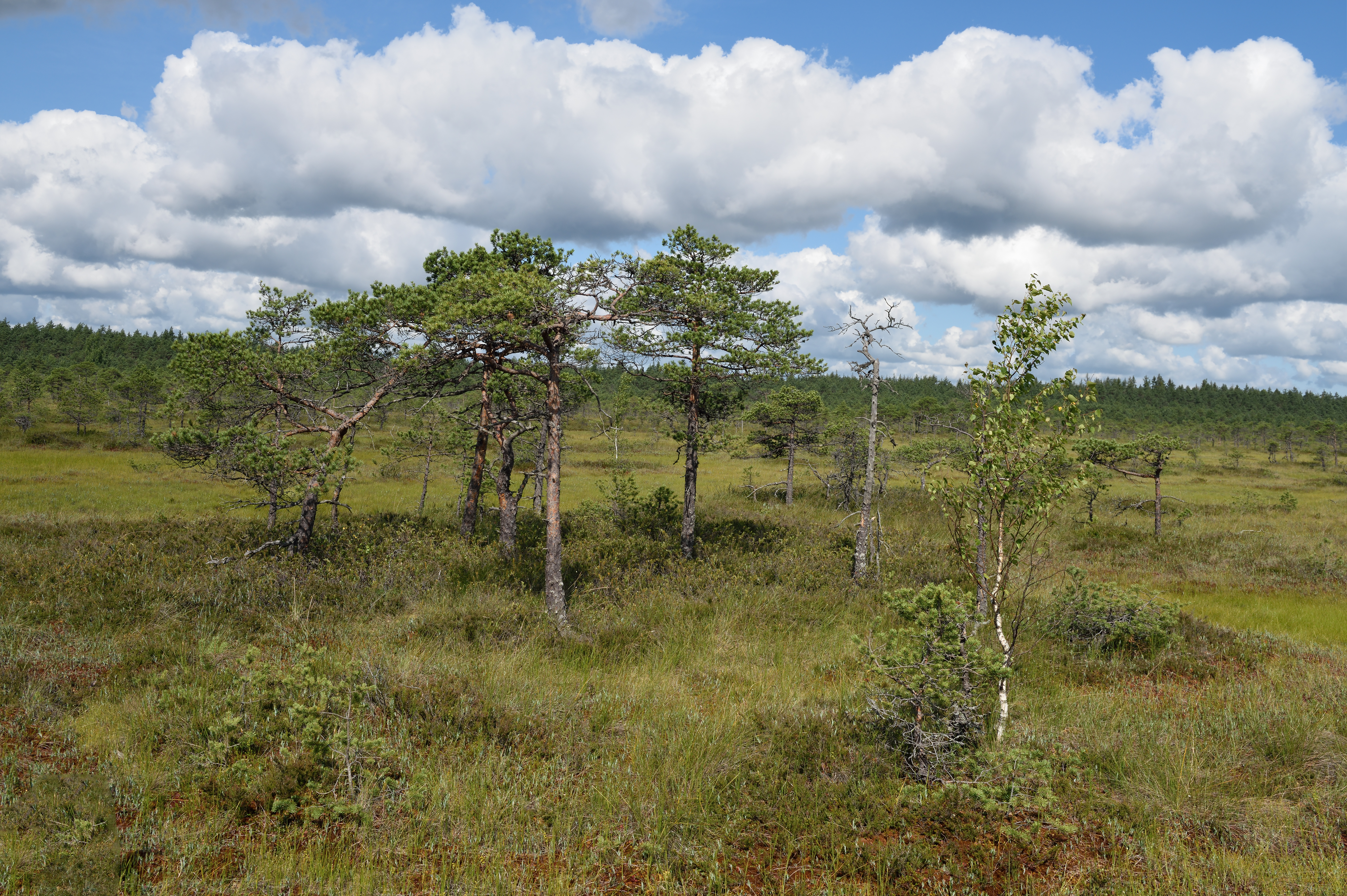
Типовий вигляд пригнічених сосен у болотному рідколіссі.

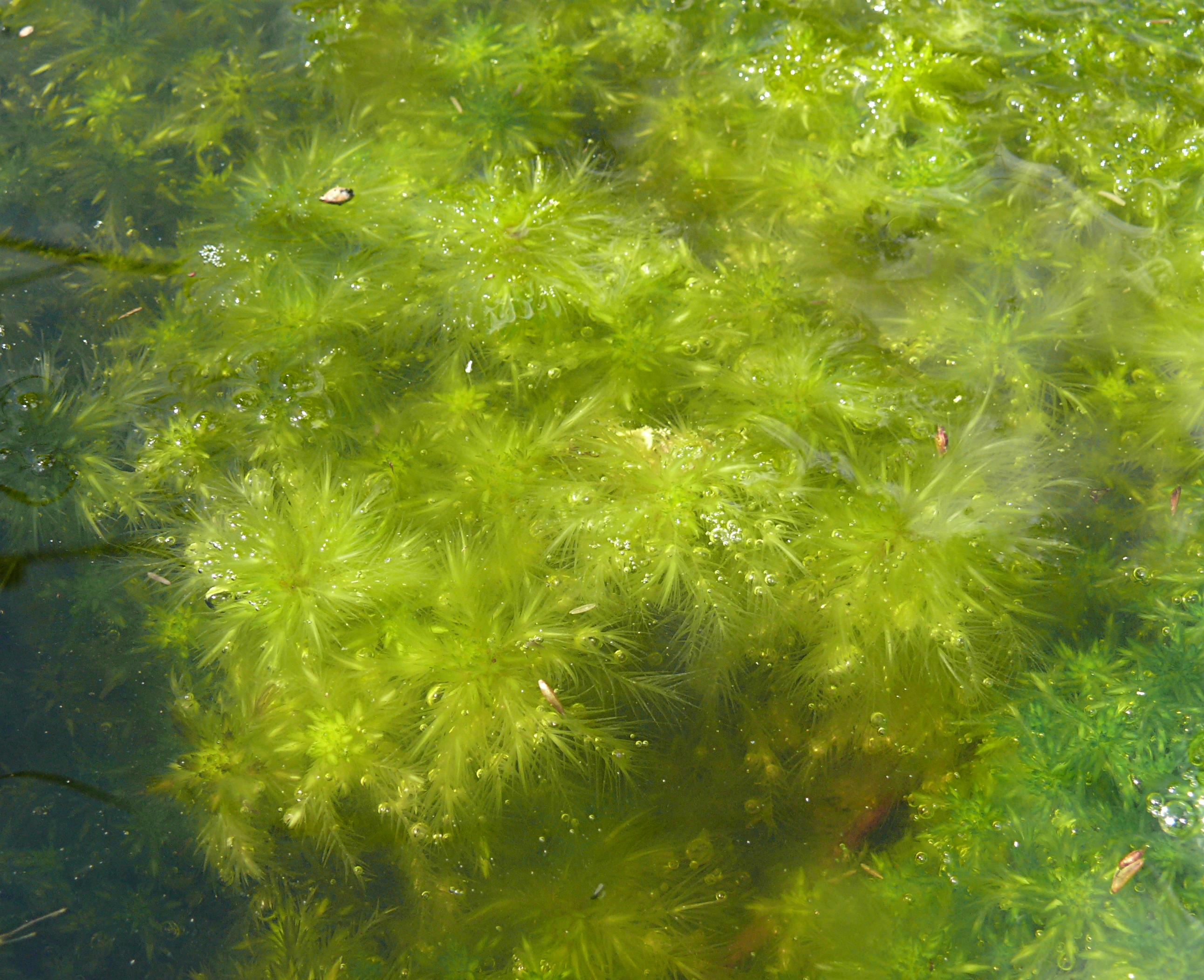
Сфагнум гострокінцевий — плаваючий мох, притаманний водоймам заповідника Ендла.

В межах болотного масиву Ендла кожне з боліт вирізняється особливим набором рослин, однак є спільні риси, які їх об'єднують. Усі верхові болота заповідника вкриті сосновим рідколіссям, в якому дерева ростуть на відстані до десятка метрів одне від одного. При цьому їхня висота незначна, а стовбури навіть у старих особин відносно тонкі. На великих верхових болотах навколо центру утворюється грядово-мочарний комплекс. В межах цього ландшафту дерева відсутні, однак окремі особини можуть зростати на мінеральних грядах-острівцях, що височіють поміж озер. Трав'яний покрив на верхових болотах утворюють сфагнові мохи, серед яких панівними видами є сфагнум магелланський, балтійський, бурий і червонуватий. Доволі чисельними домішками до них слугують сфагнум вузьколистий, гострокінцевий та гостролистий. Показово, що ці види займають різні екологічні ніші: сфагнум магелланський формує чисті зарості по краях торфовищ, сфагнуми балтійський і червонуватий разом утворюють мозаїчний килим по краях мочарів, на торфовому мулі зростає сфагнум балтійський разом із дзьобонасінником білим, у глибших мочарях та мілкіх озерних затоках його змінює сфагнум гострокінцевий та болотянка звичайна, а в прибережній смузі озер на поверхні води панує виключно сфагнум гострокінцевий. В рослинних угрупованнях разом зі сфагновими мохами трапляються також і листостеблові, зокрема, політрихум стиснутий, дікранум Бергера і хвилястий. Ще одна група мохів — печіночники — приурочена до специфічних біотопів. Наприклад, Mylia anomala і Microlepidozia setacea ростуть на купинах, утворених сфагнумом бурим, а Gymnocolea inflata і Cephalozia bicuspidata віддають перевагу мочарям, порослим сфагнумом балтійським.

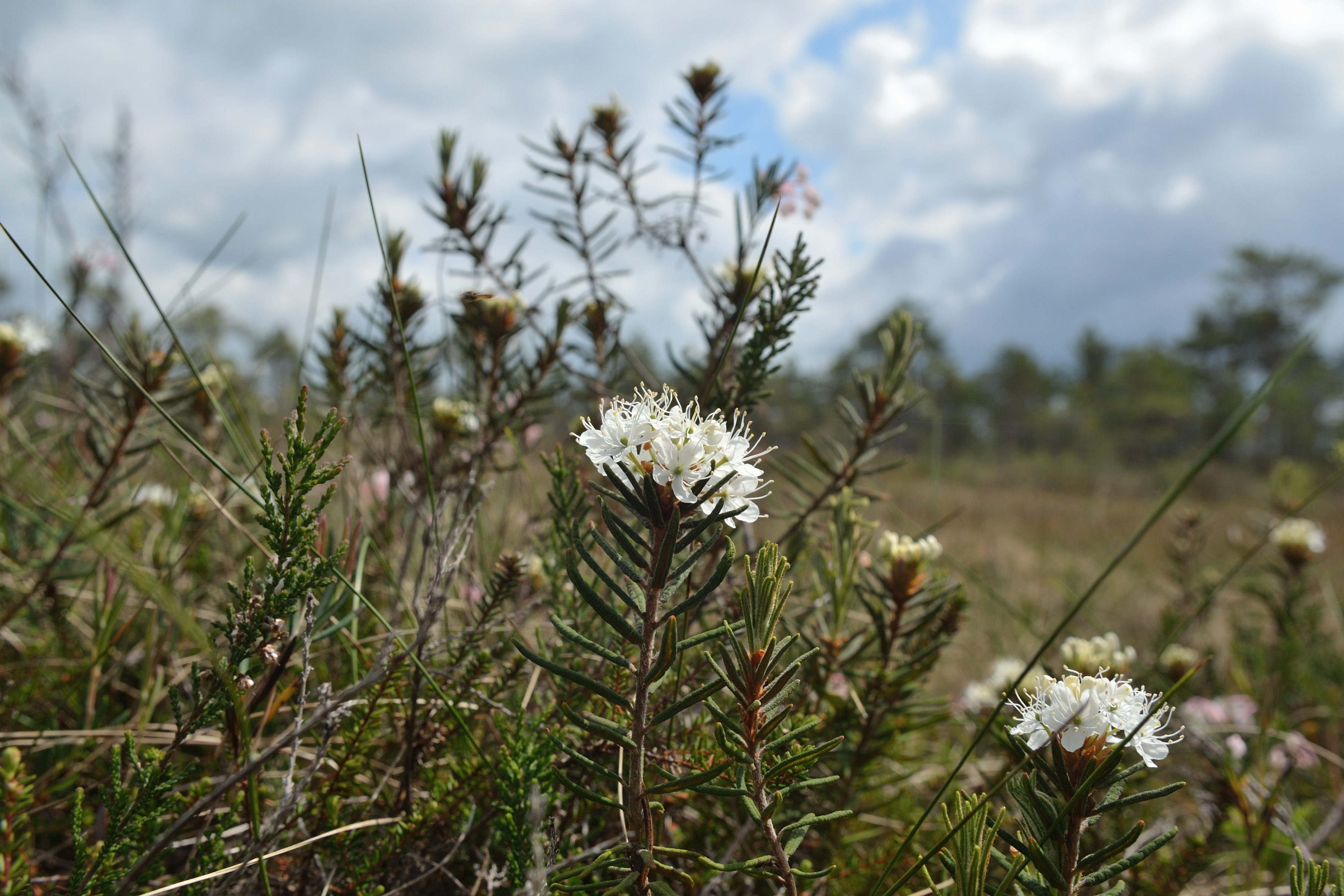
Багно звичайне на болоті Каазік'ярве.

Значно більше відмінностей в рослинному покриві тих ділянок, які притаманні лише окремим болотам. Так, на місці колишніх торфових пожеж оселяються верес звичайний зі сфагнумом магелланським. На незмінених природними катаклізмами грядах і купинах верес утворює асоціації зі сфагнумом бурим. В таких місцях мох подекуди заміщується лишайниками. Серед соснового рідколісся до вересу і сфагнуму домішуються морошка і чорна водянка, однак найчастіше в таких біотопах розвиваються асоціації багна звичайного, лохини або торф'яниці чашечкової зі сфагнумами магелланським і вузьколистим. У густіших деревостанах під соснами ростуть здебільшого багно звичайне і мох плевроциум Шребера.
Мінеральні острови серед боліт і озер, як правило, вкриті лісолуками, що поступово заростають. На них трапляються берези пухнаста і повисла, липа серцелиста, вільха чорна та сіра, ялина європейська, поміж якими зростають чагарники: ліщина звичайна, верба сиза і двоколірна, жимолость звичайна та Lonicera baltica. Мохів на лісолуках нема, натомість добре розвинутий трав'яний покрив зі злаків і різнотрав'я: пахучої трави звичайної, костриці червоної, трясучки середньої, яглиці звичайної, скереди болотяної тощо.
Від лісистих ділянок верхових боліт значно відрізняються заболочені ліси низинних і перехідних боліт. В Ендла такі місцини поросли мішаним березово-сосновим лісом, в якому подекуди як домішка трапляються ялини. Чагарниковий ярус в таких деревостанах складають крушина звичайна, береза низька, різні види верби. Трав'яний покрив в них розмаїтий — його утворюють вологолюбні злаки, високе різнотрав'я та болотяні папороті, а саме: безколінець блакитний, очерет звичайний, осока дерниста, бобівник трилистий, гребінник прибережний, гадючник болотяний, дягель лісовий, болотяна папороть звичайна. Для заболочених лісів низинних боліт характерний мох клімаціум деревоподібний, а на перехідних болотах до трав домішуються також і сфагнові мохи.

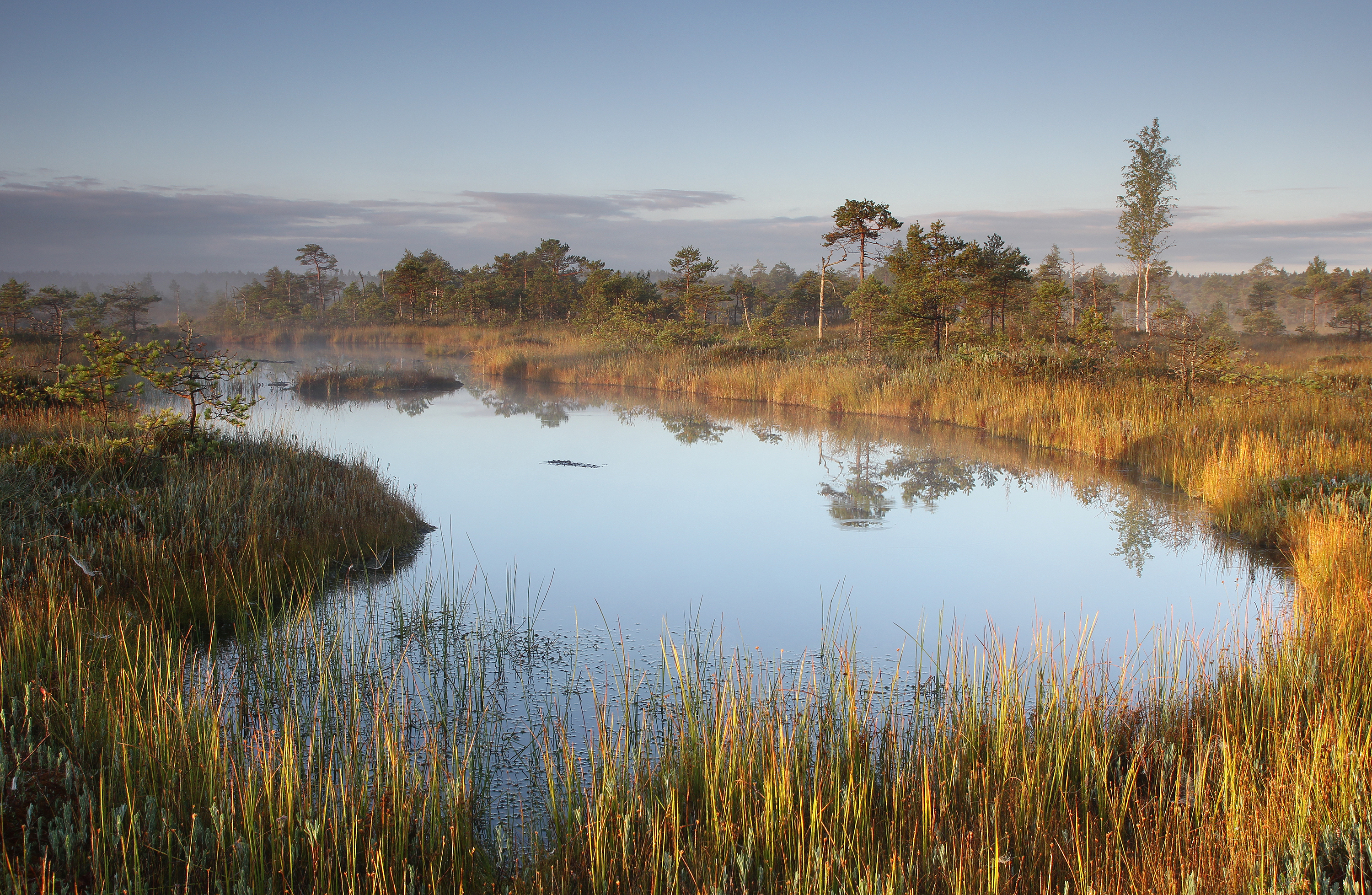
Характерний осоковий пояс навколо болотяного озера.

Інакші види рослин притаманні водоймам заповідника. Трясовини на південному й західному берегах озера Ендла — це царство осок. Тут вони утворюють вузьку, але виразну облямівку узбережжя. На березі озера знайдені осоки гостра, несправжньосмикавцева, пухирчаста, пухнастоплода, що ростуть у співтоваристві з очеретом, вовчим тілом болотяним, підмаренником болотяним. В самих болотяних озерах з вищих рослин трапляються очерет, рогіз вузьколистий, куга озерна, водяний різак звичайний, латаття біле, глечики жовті й малі, рдесник плавучий і пронизанолистий. З поміж водоростей для озер верхових боліт характерні перш за все представники роду Eunotia та порядку Desmidiales (зокрема, Spondylosium pulchellum, Cosmarium palangula, Cosmarium brebissonii). На занурених у воду гілках оселяється Batrachospermum vagum. У постійно перезволожених мочарях, які можна прирахувати до дуже мілкіх водойм, переважають синьо-зелені водорості Anabaena augustumalis, Microcystis pulverea, Microcystis parietina та один представник діатомових — Navicula subtilissima. Окремої згадки заслуговує озеро Маннік'ярве поблизу східного кордону заповідника. Це єдине в Естонії місце, де знайдено реліктову велику різуху.
Вельми специфічний флористичний склад джерел заповідника Ендла. З вищих рослин навколо них частіше за все можна побачити осоку дернисту, просяну або носату, конвалію, калюжницю болотяну, безколінця блакитного, хвоща болотяного, віху отруйну, калган, фіалку багнову, жеруху гірку тощо. З мохів на берегах джерел трапляються лише по одному виду з родів Mnium та Calliergonella. На противагу суходолу у водах джерел нижчі рослини процвітають: вільноплаваючих водоростей у них мало, однак багато бентосних (донних) форм та епіфітів, що оселяються на зануреному гіллі. Серед водоростей джерельних вод трапляються представники найрізноманітніших систематичних груп: синьо-зелені, золотисті, діатомові, зелені. Деякі види харових водоростей утворюють суцільні зарості на дні джерел.

## Фауна
У природному заповіднику Ендла виявлено ссавців 42 види, птахів — 180, плазунів — 4. змноводних — 3, риб — 13 видів. Добре досліджена ентомофауна, однак її повний опис поки що не складений.
Болотяні ґрунти загалом несприятливі для риття нір, а самі болота дають небагато поживи ссавцям, тому серед звірів заповідника переважають великі за розмірами, як заходять сюди з навколишніх територій. Осілі популяції належать здебільшого поширеним видам із широкою еколого-ценотичною амплітудою. Наприклад, комахоїдні в заповіднику Ендла представлені лише європейським їжаком і кротом. З гризунів тут постійно спостерігають вивірок, які мешкають у лісах на кордоні охоронюваної зони, ондатр і бобрів, які оселяються у заповідних річках та озерах. Якщо ондатра є чужорідним для Естонії чисельним видом, то бобер — корінний і рідкісний мешканець країни. У болотному масиві Ендла популяція цих гризунів поступово зростає. Крім них, типовими для заповідника є сірі та білі зайці.
Як і по всій Естонії в Ендла звичайні дикі свині, лосі та сарни. З хижих звірів сюди регулярно заходять звичайні лисиці, єнотоподібні собаки, бурі ведмеді. У заповіднику часто бачать вовків, яких сюди приваблює не стільки пожива, як можливість сховатися від мисливців. Окрім великих хижаків у лісах навколо боліт звичайними є куницеві: лісовий тхір, горностай, ласиця, лісова куниця. У водоймах заповідника трапляються річкові візони та видри.

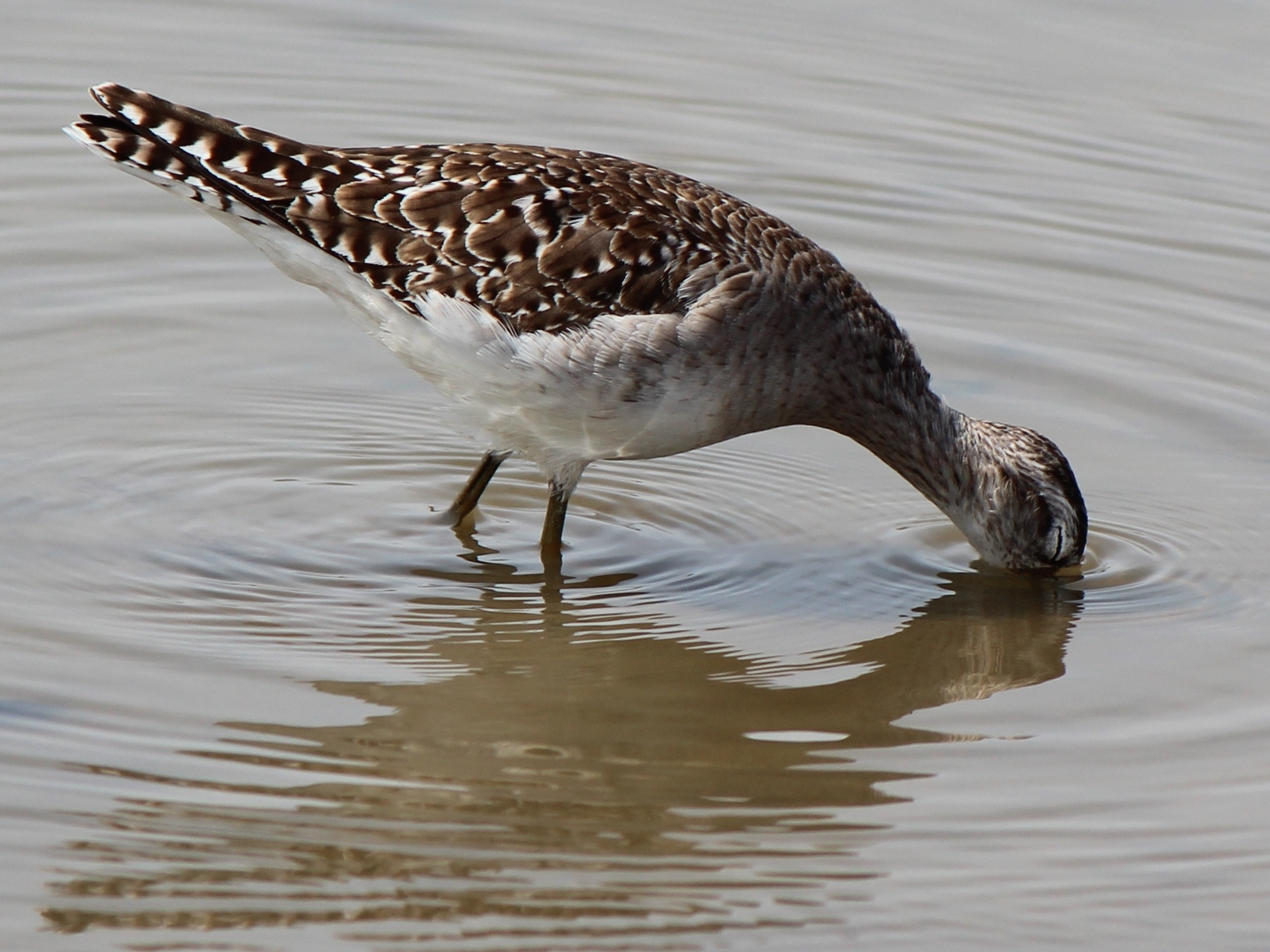
Болотяний коловодник у пошуках поживи.

На верхових болотах типовими представниками місцевої орнітофауни є звичайні сивки, чайки, польові жайворонки, жовті плиски, великі кульони, лучні щеврики, болотяні коловодники. Ці птахи гніздуються серед гряд на мочарях, одночасно відкритих і важкодоступних для людей. Зрідка на верхових болотах спостерігали рідкісних для Естонії сірих журавлів, сапсанів, беркута, скопу, білих куріпок. Також значно впала чисельність типового для верхових боліт сірого сорокопуда, якого тепер вважають місцевим раритетом.
У сосновому рідколіссі можна натрапити на інших пернатих — лісових щевриків, зябликів, сірих ворон, весняних вівчариків та рідкісних для заповідника Ендла тетеруків. Однак у густих заболочених лісах заповідника видовий склад птахів, в порівнянні із сосновим рідколіссям, змінюється. Тут фоновими видами виступають зяблики, круки, звичайні дятли, волові очка, лісові тинівки. Малочисельними мешканцями лісів є пугач та довгохвоста сова, занесені до Червоної книги Естонії.
Болотяні озера до вподоби мартинам і крячкам, однак їхня чисельність коливається у широких межах. Найчисельнішими є звичайні мартини, чия колонія щороку налічує до тисячі особин. Десятками пар гніздуються малі мартини і чорні крячки, доволі малочисельні сизі мартини. На болотяних озерах і особливо на озері Ендла часто селяться крижні, чубаті черні. У заростях очерету і куги полюбляють облаштовувати гнізда лиски та великі пірникози, дещо менше в цьому біотопі малої та великої чирянок, широконісок, звичайних погоничів. Окрім качок в цих заростях постійно гніздуються 1—2 пари очеретяних лунів, по кілька десятків пар очеретяних вівсянок, великих і ставкових очеретянок. Регулярно, але в невеликій кількості на водоймах заповідника Ендла виводять пташенят гоголі, чорношиї гагари, білі плиски і вкрай рідкісні тут червоношия пірникоза, середній крех, шилохвіст.
Деяких з пернатих мешканців заповідника можна спостерігати лише в особливих місцях. Наприклад, звичайний баранець облаштовує гнізда лише на трясовинах навколо озера Ендла, великий баранець разом із набережником зрідка трапляються на берегах річки Пилтсамаа, декілька тисяч берегових ластівок створили єдину колонію на урвистому березі каналу Ряегу. Тільки в певні пори року у заповіднику можна зустріти лебедя-кликуна й пронурка: перший вид залітає сюди під час весняно-осінніх міграцій, а другий у заповіднику зимує.

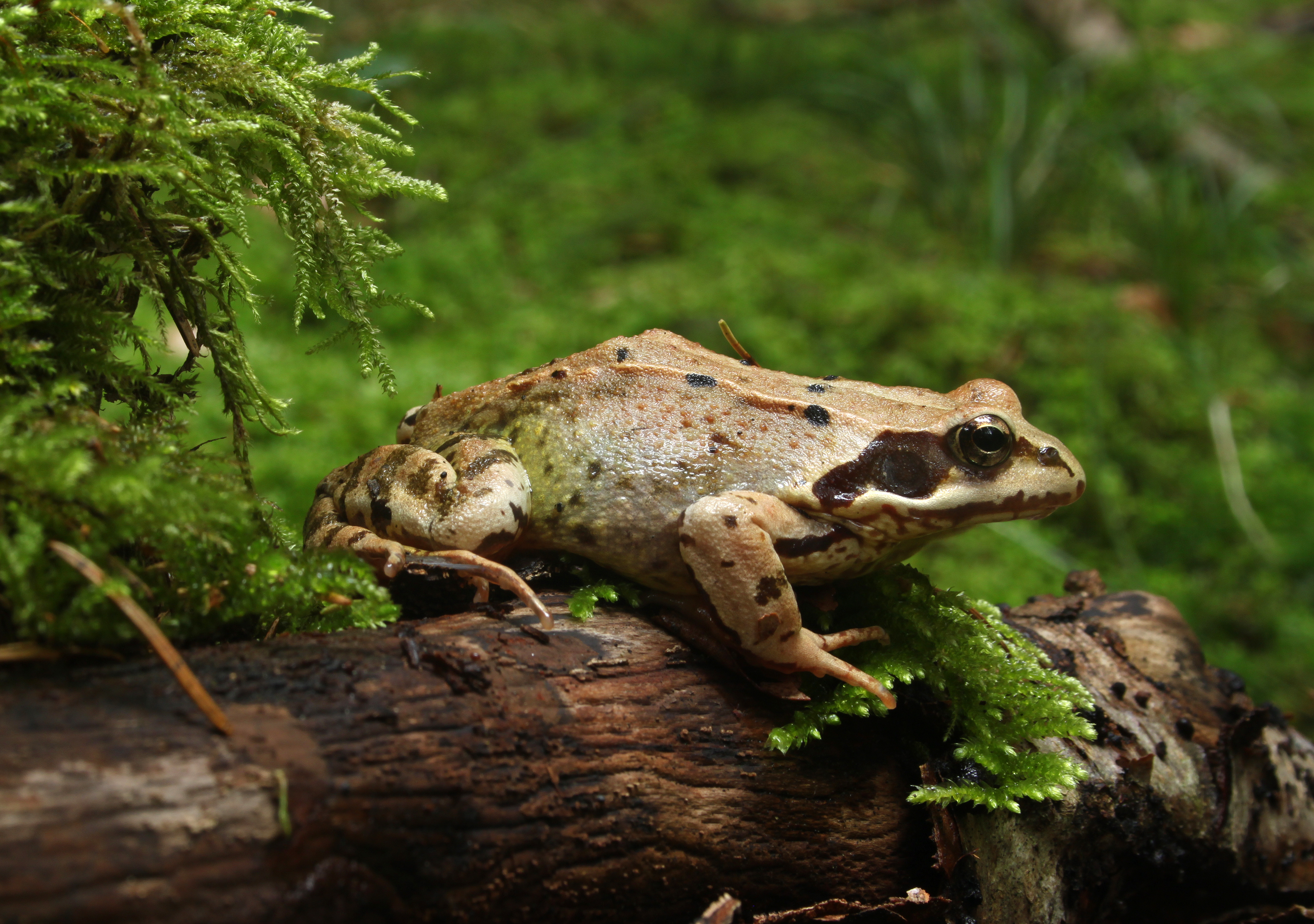
Жаба трав'яна.

З плазунів типовими мешканцями заповідних боліт є звичайні гадюки та живородні ящірки. Навколо озера Ендла багато звичайних вужів, які тяжіють до вологих місцин. Натомість ламка веретільниця віддає перевагу сухішим біотопам і оселяється на лісолуках або в лісах на мінеральних грядах. Земноводні природного заповідника Ендла не вирізняються різноманіттям — тут описано усього лише три їх види (звичайна ропуха, трав'яна і гостроморда жаби), однак всі вони чисельні.
Іхтіофауна заповідника Ендла типова для Естонії і не має відмінних рис. У водоймах охоронюваної зони повсюдно поширені та чисельні щука, річковий мінь, звичайна верховодка, окунь, плітка, йорж, краснопірка. В озерах Ендла та Сініярв окрім цих видів часто трапляються звичайний карась і лин. На противагу замкнутим водоймам іхтіофауна заповідних річок включає ряд рідкісних видів. Тут мешкають європейський головень, в'язь, струмковий пструг і європейський вугор.

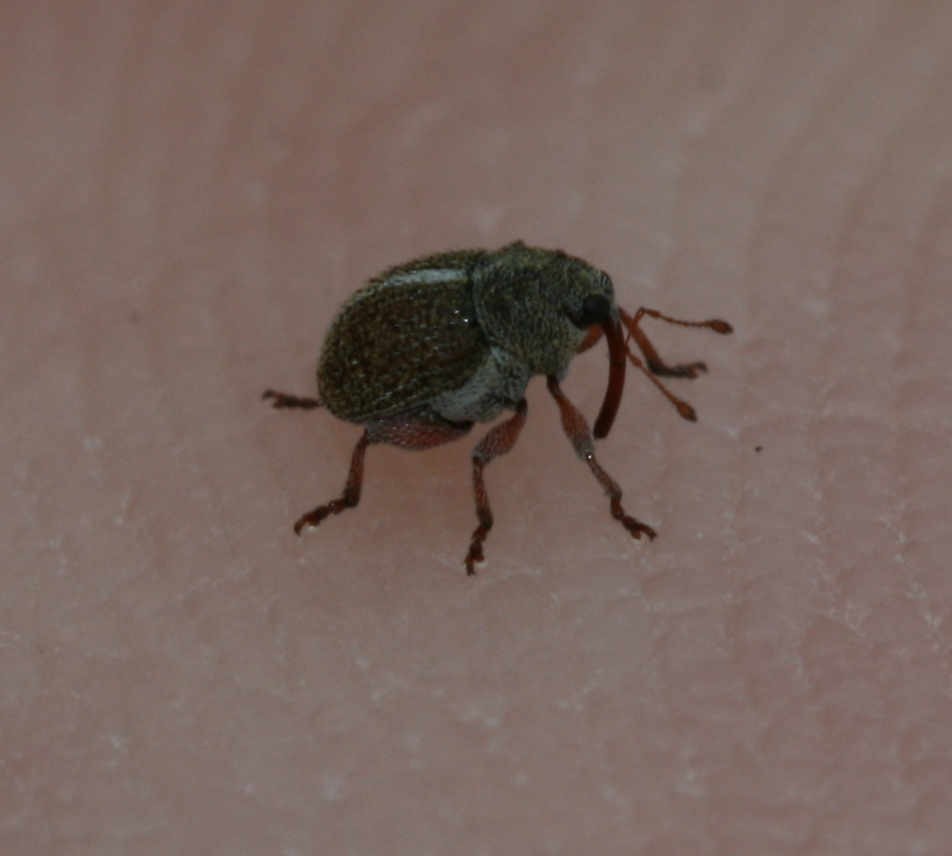
Жук-довгоносик Micrelus ericae.

Фауна безхребетних болотного масиву Ендла досліджена фрагментарно: багато відомостей тільки по окремим систематичним групам комах і павуків. На верхових болотах заповідника з комах найчастіше трапляються твердокрилі, лускокрилі, двокрилі, напівтвердокрилі і перетинчастокрилі. З поміж жуків верховим болотам притаманні перш за все жуки-хижаки (55 видів), довгоносики (35 видів) і листоїди (38 видів). Метеликів описано понад сотня видів. Ряд Клопи на теренах Ендла представлений справжніми клопами (23 види), цикадками (24 види) і листоблішками (4 види). Двокрилі детально не вивчались, а серед перетинчастокрилих добре досліджені лише мурахи (14 видів). З комах інших рядів уваги заслуговують добре помітні бабки (13 видів), волохокрильці (7 видів), прямокрилі та сіноїди (по 6 видів), веснянки і сітчастокрилі (по 4 види), одноденки (2 види). Показово, що більшості зазначених комах притаманні два сезонних піки, коли вони потрапляють на очі найчастіше. Перший пік триває з квітня-травня, коли масово виходять із зимових схованок жуки, до червня-липня, коли повсюди літають метелики і двокрилі. Другий пік у метеликів наступає наприкінці літа (в цей час масово розмножується їхня гусінь), а в комах інших груп — у вересні. В заповіднику Ендла мешкають кілька дуже цікавих видів комах. Зокрема, жук-довгоносик Micrelus ericae і цикадка Ulopa reticulata протягом всього життя пов'язані лише з одним видом рослин — вересом звичайним. Пристосуванням до такого середовища існування стала їхня мімікрія: жук формою тіла нагадує вкорочений пагін вересу, а цикадка — його квітку. Ще один вид — лапландський тарган — є реліктом льодовикової доби.
Павуки у заповіднику Ендла оселяються переважно у соснову рідколіссі та в грядово-озерному лабіринті верхових боліт. Серед них масовими видами є Dolomedes fimbriatus, Lycosa hyperborea, Lycosa prativaga, Oxyopes ramosus, Singa albovittata, Dictyna arundinacea, Aranea adianta, Chiracanthium trivialis, Evarcha arcuata.
Інші безхребетні заповідника Ендла описані як представники донної фауни (бентосу) джерел. Тут окрім личинок хірономід і волохокрильців чисельні малощетинкові черви, водяні кліщі, нижчі раки (бокоплави та рівноногі). У меншій кількості знайдені коловертки, личинки мокреців, п'явки тощо.

## Стан екосистем
Природний заповідник Ендла відіграє особливо значну роль у підтримці екологічного балансу регіону. Це пояснюється тим, що височина Пандівере, на схилі якої він розташований, практично не має проточних водойм. Її карстові горизонти всотують майже всі атмосферні опади, перетворюючи їх на ґрунтові води, а ті, в свою чергу, живлять підземні джерела, від яких беруть початок місцеві річки. Отже, будь-які зміни в геохімії ґрунтів і стоків відбиваються на гідрохімічному складі річкових вод. При цьому височина Пандівере належить до зони інтенсивного господарювання, зокрема, на ній видобувають фосфорити, а річка Пилтсамаа — основний водотік заповідника — належить до водозбірного басейну головного міста країни — Таллінна. Таким чином, терени болотного масиву Ендла слугують буфером між промисловою зоною та зоною активного водоспоживання, чиї функції природним чином суперечать одна одній. У зв'язку з цим водозбірні площі та водойми заповідника підлягають суворій охороні, а підземні джерела знаходяться під постійним наглядом гідрологів та метеорологів.
За збігом обставин територія сучасного заповідника від самого початку була мало змінена діяльністю людини. Цьому сприяла відсутність доріг у центральній частині охоронюваної зони. Єдиною суттєвою зміною у місцевому ландшафті стало прокладення меліоративної канави в 1871—1872 роках. Вона з'єднала озеро Ендла з озером Сініярв, а далі впадала в річку Пилтсамаа. Канава відвела частину води з озера Ендла, внаслідок чого його рівень трохи впав. Ситуація значно погіршилась у 1949—1950 роках, коли канаву було розширено до розмірів каналу завширшки 10 м. Після цього рівень води в озері Ендла знизився на 1 м, а площа його водного дзеркала значно зменшилась. Деякі озерні острівці при цьому з'єднались із суходолом, перетворившись на півострови. Обмілілі ділянки дна заросли осоками і вербами.
Інші зміни в екосистемах заповідника носять природний характер і є типовими для сукцесії верхових боліт. Зокрема, відбувається поступове збільшення торфової товщі на поверхні болотного масиву із його одночасним розширенням. При цьому прилеглі до болота пониззя повільно поглинаються торфовищем, а сосни, які зростають на перезволожених околицях, з часом гинуть. На мінеральних грядах-островах посеред болота, навпаки, трав'яна рослинність поступово витісняється деревною. Очевидно, що в майбутньому лісолуки заповідника перетворяться на повноцінні ліси.

## Наукова діяльність

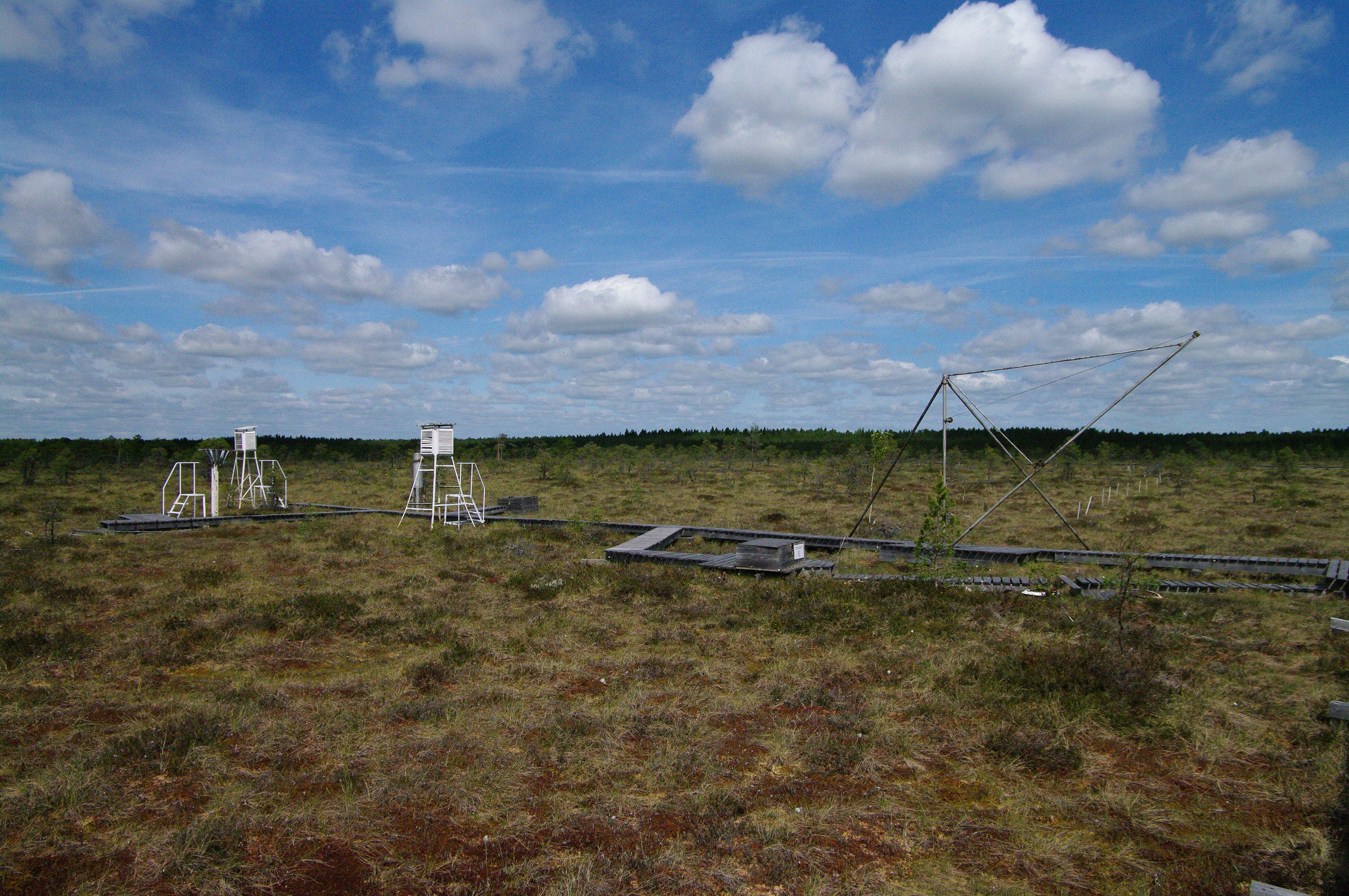
Метеорологічний майданчик болотної станції Тоома.

Болотний масив Ендла досить давно привернув увагу науковців. Вже у XIX столітті його терени оглянули відомі біологи К. Бер, Г. Гіргенсон, А. Бруттан, О. Бунге. Тоді на болоті та в його околицях було описано близько 200 видів рослин. У 1920—1930-х роках тут працювали видатні природознавці Х. Каурі, Е. Кумарі (орнітолог), П. Томсон (палінолог). Починаючи з 1947 року систематичні біологічні спостереження ведуться працівниками Академія наук Естонії і Тартуського університету. Серед їхніх досягнень особливе місце займає серія з 13 статей, присвячена комплексному дослідженню верхового болота Ендла, яка вийшла у 1957—1959 роках під редакцією В. Мазінга.
Важливе місце у вивченні болотного масиву Ендла займають гідрологічні спостереження. Заради них ще у 1910 році біля хутора Тоома створили болотну дослідну станцію — першу в Російській імперії, до складу якої входила тогочасна Естонія. Станція почала працювати в 1911 році. Результати досліджень місцевих боліт виявились настільки цікавими, що в 1938 році її було реорганізовано в Тоомаський болотний інститут. В 1950 році на базі інституту відкрили метеорологічний майданчик Гідрометслужби. Інститут під різними назвами пропрацював до 1956 року, однак і після його закриття метеорологічний майданчик продовжує свою роботу.

## Туристична інфраструктура
Попри суворий режим охорони заповідник Ендла відкритий для туристів. Стороннім відвідувачам заборонено вільно пересуватись його територією, однак до їхніх послуг створена мережа спеціальних маршрутів. Вона включає в себе учбові стежки (по болоту Маннік'ярве завдовжки 7,3 км і до джерела Сопа протяжністю 900 м), а також туристичні стежки протяжністю від 2 до 8 км: до озера Маннік'ярве, до джерела Виллінгу і навколо озера Ендла. Стежки на перезволожених ділянках мають вигляд дерев'яного настилу, що, з одного боку, створює зручності для людей, а з іншого, дозволяє вберегти уразливий рослинний покрив болота від витоптування. На найбільш відвідуваних ділянках стежки оснащені інформаційними щитами, туалетами, місцями для вогнища і відпочинку. Крім того, на туристичних маршрутах заповідника споруджено дві оглядові вежі 7 і 15 м заввишки, які дозволяють ознайомитись із захоплюючими краєвидами болота Маннік'ярве, озера Ендла, поспостерігати за птахами тощо. З найвищої вежі на березі озера Ендла видно навіть височину Пандівере. Досвідченим туристам адміністрація заповідника пропонує скористатися водним маршрутом річкою Пилтсамаа. Його протяжність становить 35 км.
На кордонах заповідника для туристів облаштовано автостоянки. На триваліший час у заповіднику можна зупинитись у лісовій колибі на березі озера Ендла або в кемпінгах. Поблизу колиби знаходиться камінь Юти — валун, згадуваний у місцевому фольклорі. Для відвідувачів заповідник відкритий цілорічно, однак під час весняного водопілля окремі короткі ділянки туристичних стежок можуть бути непрохідними або важкодоступними.
| |  |  |
| Туристична інфраструктура заповідника: 1) стежка через болото Маннік'ярве (вдалині видно оглядову вежу); 2) стежка через ліс; 3) одна з лісових доріг. |  |  |